# Каплинский, Ежи (артист балета)
Ежи Каплинский (пол. Jerzy Kapliński; 9 ноября 1909, Варшава — 17 сентября 2003, Познань) — польский артист балета, хореограф, мим, художник.
В 1936—1937 гг. солист вильнюсского Театра музыкальной комедии «Лютня». В 1937—1939 гг. солист балета Большого театра в Познани.
После Второй мировой войны в 1946—1949 гг. главный хореограф Познанской оперы. Осуществил две первые послевоенные балетные постановки в Польше — «Калиостро в Варшаве» Яна Маклякевича (1947) и «Свантевит» Петра Перковского (1948), в первом из них также танцевал заглавную партию.
В 1949—1951 гг. хореограф Бытомской оперы, в 1953—1959 гг. — Варшавской оперетты. Работал также во многих других польских городах — в частности, в Кракове поставил одноактный балет на музыку увертюры П. И. Чайковского «Ромео и Джульетта», а в Щецине — оперетту Юрия Милютина «Анюта» (1972, в 1975 г. снят телефильм).
Выступал с авторской программой пантомимы «Кабаре без слов», выставлялся как живописец.
Кавалер Ордена Возрождения Польши (1955).